# Piąty beatles
Piąty beatles – stworzony przez przemysł rozrywkowy tytuł nadawany osobie, która w czasie istnienia zespołu The Beatles była (lub rzekomo była) jednym z jego członków bądź blisko współpracowała z tzw. „Wielką czwórką” (John Lennon, Paul McCartney, George Harrison i Ringo Starr).
Piątym beatlesem byli nazywani np.: Billy Preston, który zagrał na organach na ostatnim albumie grupy - Let It Be oraz na słynnym koncercie na dachu wytwórni Apple, Brian Epstein, George Martin, Mal Evans, który zagrał na kowadle w utworze Maxwell’s Silver Hammer z albumu Abbey Road, lub Neil Aspinall, który w początkach The Beatles był ich road-managerem, a w latach późniejszych został prezesem firmy Apple.